# Al-Bakri
Pour les articles homonymes, voir Bakri.
Abū Ubayd Abd Allāh ibn Abd al-Azīz ibn Muḥammad al-Bakrī ou Abū Ubayd al-Bakrī (أبوعبيد عبد الله البكري, au XIXe siècle transcrit en El-Bekri) est un géographe, chroniqueur et historien arabo-cordouan, né en 1014 à Huelva et mort en 1094 à Cordoue où il a passé la majeure partie de sa vie. Il est le fils de l'émir de la taïfa de Huelva et Saltes.

## Biographie
Al-Bakri est l'auteur d'un dictionnaire géographique, le Dictionnaire des mots indécis (cf. André Miquel), dont les noms sont classés par ordre alphabétique et concernent surtout l'Arabie. Il a également écrit une Description géographique du monde connu, sorte de compilation dont il reste des fragments, notamment les parties qui décrivent l'Afrique du Nord et le royaume du Ghana.
Al-Bakri décrit également dans ses ouvrages l'Europe et la péninsule Arabique qu'il n'a jamais visitées. Son œuvre majeure reste Kitāb al-Masālik wa-al-Mamālik (Livre des Routes et des Royaumes), rédigé en 1068 dans la tradition de Ibn Khurradadhbeh, basé sur les récits de voyage des marchands et marins antérieurs ou contemporains, parmi lesquels Yusuf al-Warraq et Ibrahim ibn Ya'qub. Son travail est marqué par une relative objectivité, par sa méthode, avec laquelle il a décrit pour chaque pays, son peuple, ses coutumes, son climat et ses principales villes, le tout ponctué par de nombreuses anecdotes. Toutefois, une grande partie de ses écrits ne nous est pas parvenue.
En l'honneur de ce géographe, un cratère d'impact situé sur la face visible de la lune a été nommé Al-Bakri.

## Œuvres
- Abu ʻUbayd ʻAbd Allah ibn ʻAbd al-ʻAziz Bakri, al-Masalik wa-al-mamalik, éd. en arabe par Jamal Tulbah, Beyrouth, 2003.
- Abu ʻUbayd ʻAbd Allah ibn ʻAbd al-ʻAziz Bakri, Kitab al-tanbih ʻalá awham Abi ʻAli fi Amalih, éd. en arabe par Markaz Tahqiq al-Turath, Le Caire, 2000.
- Al-Bakrî, Kitab al masalik wa-l-mamalik [Livre des routes et royaumes], éd. critique en arabe par Adrian van Leeuwen et André Ferré, Carthage, 1992, 2 vol.  (ISBN 978-9973-10-107-5, 9973-10109-X et 9973-10110-3) ; repr Beyrouth, av. 1995.
- Abū ʻUbayd ʻAbd Allāh ibn ʻAbd al-ʻAzīz Bakrī, al-Maghrib fī dhikr bilād Ifrīqīyah wa-al-Maghrib : wa-huwa juzʼ min kitāb al-Masālik wa-al-mamālik, Baghdad, c. 1968.
- El-Bekri, Description de l'Afrique septentrionale [extrait de Description géographique du monde connu], éd. et trad. en français par William Mac Guckin de Slane, Alger, 1858-1859 (Journal asiatique, 12-14) ; nouv. éd. Paris, 1913 (en ligne) ; repr. Paris, 1965 ; repr. Frankfurt am Main, 1993 (Publications of the Institute for the History of Arabic-Islamic Science. Islamic geography, 134-135).
- Al-Bakrî, Das geographische Wörterbuch = Kitab al-Mu‘djam masta‘djam [Dictionnaire des mots indécis], éd. et trad. en allemand par Ferdinand Wüstenfeld, Göttingen, 1876-1877, 2 vol. ; repr. Francfurt am Main, 1994 (Islamic géography, 206-207).